# Ursula Oetker
Ursula Oetker (* 26. Mai 1915 in Bielefeld; † 23. Dezember 2005) war eine deutsche Unternehmerin aus der Oetker-Dynastie.

## Leben
Oetker war Enkelin des ehemaligen Konzernchefs und Backpulver-Pioniers August Oetker und die Schwester von Rudolf-August Oetker. Die Schwartauer Werke gingen bereits in den 1960er Jahren per Erbschaft in das Eigentum von Ursula Oetker über, waren zu diesem Zeitpunkt jedoch unrentabel und ein Sanierungsfall. Durch erfolgreiche Sanierung wurden sie jedoch wieder profitabel und entwickelten sich sogar zum deutschen Marktführer für Konfitüre.
Ursula Oetker beantragte am 20. November 1939 die Aufnahme in die NSDAP und wurde zum 1. Januar 1940 aufgenommen (Mitgliedsnummer 7.424.923).
Ihr Sohn, Arend Oetker, ist Vizepräsident des Bundesverband der Deutschen Industrie – BDI.
Ursula Oetker starb im Dezember 2005 im Alter von 90 Jahren und wurde in Detmold beerdigt.